# Титулярник

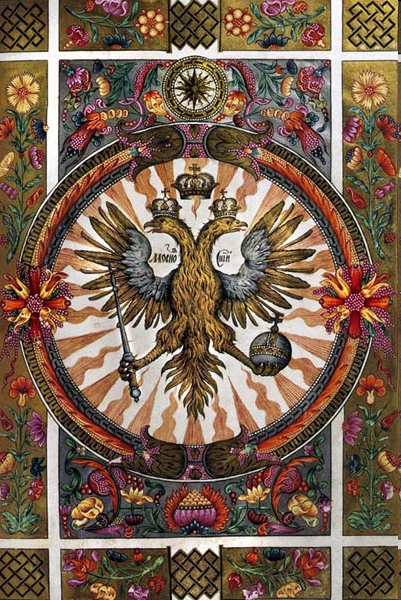
Иллюстрация из «Царского титулярника»

Титулярник — тип справочников, который использовался в царской России. Титулярники содержали перечни титулов русских и иностранных царствующих лиц и использовались в качестве дипломатических пособий-письмовников.
Время создания титулярников охватывает период с конца XV до начала XIX века. Они составлялись как пособия в дипломатической переписке с середины XVI в. — в Посольском приказе, а с 1720-х годов — в Коллегии иностранных дел.
Известные титулярники:
- Титулярник 1577 года (РГАДА. Ф. 166. Оп. 1. Кн. 14). Содержит «абстракты» российской посольской переписки за 1488—1577 годы.
- Титулярник Ивана Грозного («Известие, како писати грамоты всероссийской монархии во окрестные государства») (в хранилище Троице-Сергиевой лавры).
- Царский титулярник — самый прославленный, иллюстрированная рукопись, созданная в 1672 г.
- Титулярник (1691—1697) — в Государственном Историческом музее.